# Halemaʻumaʻu
Le Halemaʻumaʻu ou Halemaumau est un cratère volcanique des États-Unis situé  à l'intérieur de la caldeira sommitale du Kīlauea, à Hawaï. Il comporte de manière plus ou moins permanente un lac de lave au cours de ses éruptions dont celle de 1983 à 2018 en lien avec l'activité présente au Puʻu ʻŌʻō.

## Toponymie
Le nom du cratère est un toponyme hawaïen qui peut se rencontrer sous deux formes, avec ou sans l'okina « ʻ ». Avec l'okina, Halemaʻumaʻu est construit avec les termes hale qui signifie en français « maison » et ʻamaʻu ou maʻumaʻu qui désigne un type de fougère et signifie donc « maison en ʻamaʻu »,. Sans l'okina, Halemaumau signifie en français « maison du feu éternel ».
Selon la légende, Kamapuaʻa, un prétendant de la déesse hawaïenne du feu et des volcans Pélé, avait construit une maison en fougère pour la retenir et lui éviter de provoquer des éruptions. Ce stratagème ne fonctionnât pas et la demeure fut détruite dans une éruption qui créa le cratère.

## Géographie
Les rebords du cratère se trouvent à 1 076 mètres  d'altitude. Il se trouve dans le district de Kaʻū du comté d'Hawaï.

## Histoire

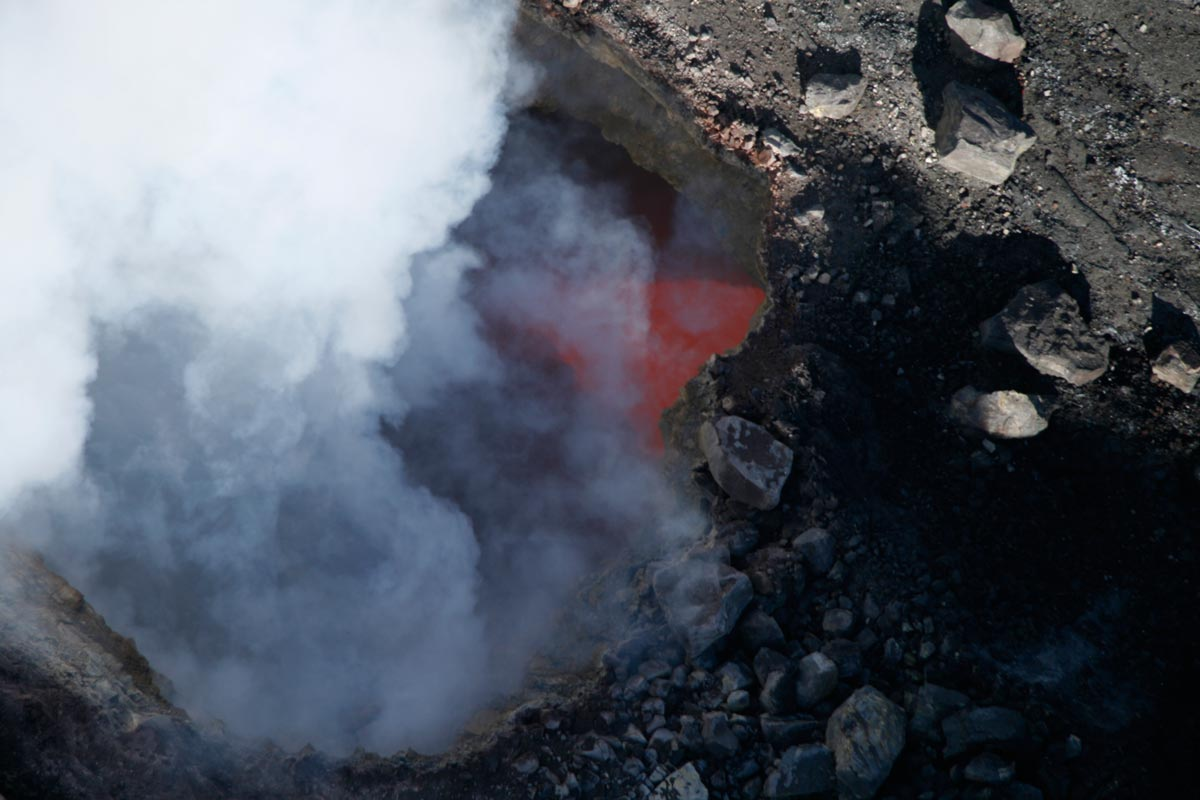
Vue du lac de lave au fond du cratère en 2008.

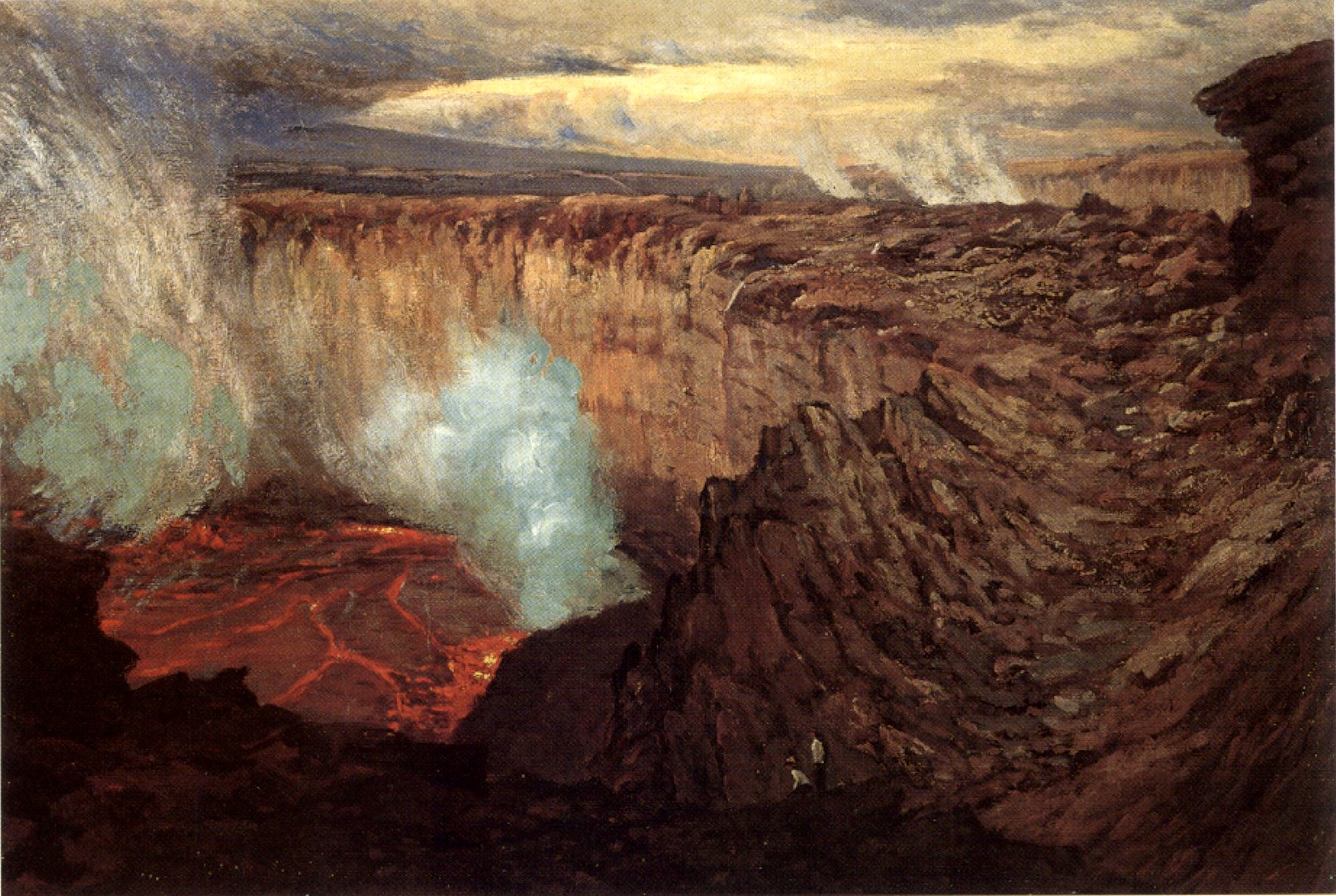
Kilauea Caldera, huile sur canevas de Ernest William Christmas entre 1816 et 1818, un exemple de peinture de la Volcano School représentant le Halemaʻumaʻu.